# Иван Харлаков
Иван Петров Харлаков e български офицер, капитан.

## Биография
Роден е на 12 март 1888 година в Габрово. Завършва Школа за запасни офицери, като запасен подпоручик през 1910 година. На действителна служба, като подпоручик е от 1913 година. Участва във войните за национално обединение. Участва в преврата през юни 1923 година и в потушаване на съпротивата в Пазарджишко, като командир на военно подразделение, което залавя Александър Стамболийски и го предава на чета на Вътрешната революционна македонска организация, която го убива по най-жесток начин. Участва и в потушаването на Септемврийското въстание през същата година. По-късно става неудобен за правителството. Уволнен и преминава в запаса през 1928 година. Впоследствие емигрира в Западна Европа, където живее под чужда самоличност. През 40-те години се завръща в страната. Осъден на смърт от т. нар. Народен съд и е разстрелян през 1945 г.